# Гіздевешть
Гіздевешть, Гіздевешті (рум. Ghizdăvești) — село у повіті Долж в Румунії. Входить до складу комуни Челару.
Село розташоване на відстані 163 км на захід від Бухареста, 37 км на південний схід від Крайови.

## Населення
За даними перепису населення 2002 року у селі проживали 1028 осіб.
Національний склад населення села:
| Національність | Кількість осіб | Відсоток |
| -------------- | -------------- | -------- |
| румуни         | 991            | 96,4%    |
| цигани         | 37             | 3,6%     |

Рідною мовою назвали:
| Мова      | Кількість осіб | Відсоток |
| --------- | -------------- | -------- |
| румунська | 1001           | 97,4%    |
| циганська | 27             | 2,6%     |